# Carrera de media distancia
Las carreras de media duración o de medio fondo son un tipo de pruebas de atletismo, que consisten en correr a pie distancias que van desde los 800 metros hasta los 3000 metros, siendo únicamente oficiales en los Juegos Olímpicos las de 800 y 1500 metros. 
El tipo de esfuerzo requerido en las carreras de media distancia, que combinan velocidad y mitad resistencia, hace muy duras estas pruebas, especialmente la de 800 m, que es una carrera muy rápida, pero con un punto de táctica y aguante, que deja poco para la táctica de carrera. Las velocidades que hay que mantener suponen una gran dificultad para el corredor amateur en su inicio en estas pruebas.
Atletas famosos en 1500 m han sido Fermín Cacho, que ganó un oro en 1600 en Barcelona 92; Noureddine Morceli, vencedor del 1500 en Atlanta 96; o el marroquí Hicham el Guerrouj, vencedor en Atenas 2004 del 1500 y el 5000, y actual plusmarca de la distancia con 3:26.00. En el año 2015, durante la Liga de Diamante, el corredor Asbel Kiprop logró la segunda mejor marca de la historia con 3:26.69 en una de las carreras más rápidas de 1500 m que se haya registrado.

## Récords

### Rama Masculino
- 800 m - 1:40.91 - David Rudisha (Londres, 9 de agosto de 2012)
- 1500 m - 3:26.00 - Hicham el Guerrouj (Roma, 14 de julio de 1998)

### Rama Femenina
- 800 m - 1:53.29 - Jarmila Kratochvílová (Múnich, 26 de julio de 1983)
- 1500 m - 3:50.07 - Genzebe Dibaba (Mónaco, 17 de julio de 2015)